# Međurečje

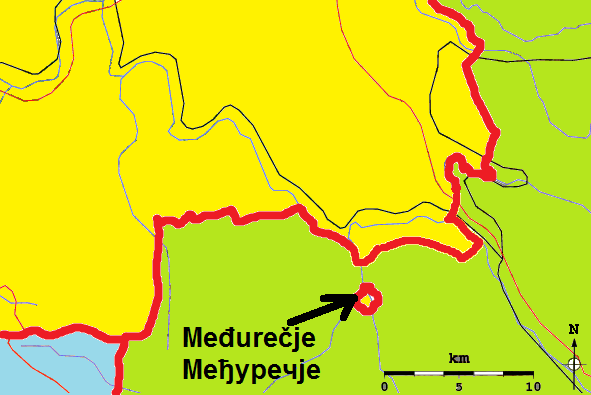
Exklave von Međurečje (Sastavci)

Međurečje (serbisch-kyrillisch Међуречје) ist eine Exklave von Bosnien und Herzegowina in Serbien mit einer Fläche von 3,958 km². Sie gehört zur Gemeinde Rudo (Republika Srpska) und liegt innerhalb des Gebiets der serbischen Opština Priboj.

## Lage
Die Entfernung zum geschlossenen bosnisch-herzegowinischen Staatsgebiet wird mit 1130 m angegeben, die Höhenlage mit 450 m. Der nächstgelegene Ort in Serbien ist Sastavci.

## Einwohner
Die Einwohnerzahl betrug im Jahr 2013 171, darunter 21,51 % Bosnier und 69,06 % Serben (1991 noch 265).